# 台翔航太工業
台翔航太工業股份有限公司是中華民國一間官民合資公司，1991年10月12日由行政院開發基金出資29%、民間企業出資71%成立。原有台中廠房負責經國號戰機零件，2001年因戰機減產而變成純投資控股公司。

## 設立緣起
1991年，李登輝政府制定發展民間航太工業策略，為因應航發中心（今漢翔航空）經國號戰機量產，集合民間企業於當年9月成立台翔航太工業股份有限公司，除承接經國號戰機零組件製造、組裝等工作，並積極與國外航空器製造廠商合作，建立台灣航太工業架構。

## 初期的組織架構
台翔航太成立初期秉承政府政策，以製造業務為營運目標，依營運計劃書設立四廠二部。
- 四座工廠：飛機製造廠、發動機製造廠、航空電子廠、航空材料廠。
- 兩個部門：科技系統整合部、工業服務部。

## 業務轉型發展
- 發展維修與研發：1994年(民國83年)底，台翔航太分別轉投資亞洲航空從事飛機維修業務、華揚航太及華揚史威靈飛機公司從事商務小客機的研發與製造。
- 轉型為控股公司：後因經國號戰機減產，適逢國際航太工業呈現低迷，於是調整策略在2001年（民國90年）台中廠歇業後，即完全與製造業脫節，走向控股公司經營型態。
- 尋求新合作夥伴：為配合政府發展航太產業政策，仍將充份運用有限資金，針對航太產業市場開發需求，尋求其他合作對象提供技術、設備或資金之投資。

## 備註
台翔航太成立之初，曾擬投資20億美元購入麥克唐納-道格拉斯公司（下稱「麥道」）40%股份（僅民航部分），兩公司並曾簽署合作備忘錄；但後未成案，原因包括前立委陳水扁表示未收購軍用技術並不划算。麥道於1997年被波音公司以140億美元併購（包含軍事及民航部門），而後麥道的民航機僅推出一款波音717、因缺乏機隊共通性而早早停產。

## 轉投資事業
- 亞洲航空股份有限公司
- 安捷飛航訓練中心
- 華揚史威靈飛機公司（已出售）

## 主要股東[3]

### 官股
- 行政院國家發展基金 49.15%

### 民間持股
| - 國泰人壽 9.99% - 兆豐金控 6.04% - 中國信託 5.02% - 全球人壽 4.40% - 長榮鋼鐵 4.06% - 中國人壽 2.51% | - 台塑集團 - 裕隆汽車 - 銓鼎公司 - 華隆集團 - 東和鋼鐵 - 統一集團 | - 富邦集團 - 台新新光金融控股公司 - 慶豐銀行 |

## 外部連結
- 台翔航太工業股份有限公司 （页面存档备份，存于）（繁體中文）（英文）